# Tip 90 (tanc)
Tip 90 (în japoneză 90式戦車) este denumirea unui tanc principal de luptă japonez proiectat și fabricat de firma Mitsubishi Heavy Industries, parte a grupului Mitsubishi. Tip 90 a reprezentat înlocuitorul tancurilor Tip 61 și Tip 74, fiind fabricat între anii 1990 și 2009. Va fi înlocuit la rândul său de modelul Tip 10, a cărui fabricație a început în anul 2010. Tip 90 este considerat a fi printre cele mai avansate tancuri din lume la ora actuală. Conform rapoartelor ONU, în anul 2010 Japonia deținea 333 de tancuri Tip 90 și 25 de vehicule TER (tractor de evacuare și reparații) bazate pe șasiul acestui model.